# Butler Parker (Fernsehserie)
Butler Parker ist eine 26-teilige Fernsehserie der ARD von 1972 bis 1973. Sie basiert auf der humoristischen Kriminalroman-Serie Butler Parker von Günter Dönges, der auch unter den Pseudonymen Glenn Larring, Dan Cillingh, John D. Acton u. a. schrieb. Die Hauptrolle der Serie spielte Dirk Dautzenberg.
Im Mittelpunkt der Serie steht der Hobbydetektiv Josuah Parker, der zusammen mit seinem Freund,  Rechtsanwalt Mike Rander, Kriminalfälle in ganz Europa löst und immer wieder mit zwei Gangstern kollidiert.

## Serienkonzeption
Parker arbeitet für den Rechtsanwalt Mike Rander in Chicago. In den Romanen arbeitet Parker ab Heft 126 für Lady Simpson. In die Quere kommen dem Hobbydetektiv dabei immer wieder die trotteligen amerikanischen Gangster Cleveland und Longness Junior, die aus den Heftromanen übernommen wurden.
Die Hauptrolle spielte der schon aus einem Jerry-Cotton-Film, einem Durbridge-Krimi (Ein Mann namens Harry Brent) und aus der Serie Stahlnetz bekannte Dirk Dautzenberg. Parker und Rander zur Seite steht die Sekretärin Miss Vivi Carlson (Stella Mooney) und später Miss Jenny (Gaby Dohm), die eingeführt wurde, weil Stella Mooney vom Darsteller des Gangsters Cleveland, Carl Schell, schwanger wurde. Für Gaby Dohm war die Rolle der Miss Jenny die erste längere Serienverpflichtung im Fernsehen.
Gangster Cleveland ist mit dem Sohn eines amerikanischen Mafia-Paten, Longness Junior (Edgar Hoppe), in den einzelnen Folgen, die quer durch Europa führen, Rechtsanwalt Rander, seiner Sekretärin und Butler Parker auf den Fersen, um sie ins Jenseits zu befördern, weil Rander und Parker für die Verurteilung von Longness Senior gesorgt hatten. Wie in den Heftromanen werden deren Mordpläne auch in den Serienfolgen „natürlich“ jedes Mal von Butler Parker vereitelt.
Dönges, der zuvor 1969 die Fernsehserie Die Kramer geschrieben hatte, hatte die Idee zur Serie nach einem Gespräch mit dem Unterhaltungschef des Senders SWF Hans Hirschmann. Sieben vorhandene Romanfolgen wurden für die Fernsehserie umgeschrieben, zu 19 Folgen wurden neue Drehbücher geschrieben. Als Regisseur wurde der Regisseur der Kramer-Serie Hans Müller für drei Folgen verpflichtet. Sieben Folgen leitete Jürgen Haase als Regisseur und für 19  Folgen saß Wolf Vollmar im Regiestuhl oder war als Co-Regisseur tätig. Die Folgen wurden tatsächlich alle an den in den Filmen gezeigten europäischen Schauplätzen gedreht, was einen erheblichen logistischen Aufwand bedeutete. So musste beispielsweise Parkers Londoner Taxi teilweise hunderte Kilometer weit durch Europa kutschiert oder per Schiffstransport an einen neuen Drehort verfrachtet werden. Der Komponist Werner Drexler verfasste die Titelmusik, die nach der Hälfte der Folgen umgeschrieben wurde und Dieter Reith schrieb die weitere Musikuntermalung der Folgen.
Die Serie wurde praktisch in drei Staffeln zu acht, fünf und dreizehn Folgen gedreht, aber an einem Stück ohne längere Pausen ausgestrahlt. Allerdings wurde die Produktionsreihenfolge bei der Ausstrahlung nicht eingehalten, was teilweise zu Ungereimtheiten in der Rahmenhandlung führte. Zahlreiche bekannte Nebendarsteller rundeten das Ensemble ab, wie Margot Trooger, Judy Winter, Monika Peitsch, Barbara Valentin, Peter Fricke, Benno Hoffmann, Arthur Brauss, Michael Hinz, Wolfgang Büttner, Harald Dietl, Klaus Dahlen, Sigurd Fitzek, Rainer Basedow, Tilo von Berlepsch und viele mehr.

## Episodenliste
| Nr. | Originaltitel            | Erstausstrahlung D | Gastdarsteller                                    |
| --- | ------------------------ | ------------------ | ------------------------------------------------- |
| 1   | Hallo Taxi               | 4. Juli 1972       | Arthur Brauss, Klaus Abramowsky                   |
| 2   | Besuch in Schottland     | 11. Juli 1972      | Frederick Jäger, Gerard Heinz, Klaus Dahlen       |
| 3   | Geschäft mit der Angst   | 18. Juli 1972      | Victor Beaumont, Benno Hoffmann                   |
| 4   | Zwischenfall in Brighton | 25. Juli 1972      | Til Erwig, Josef Fröhlich                         |
| 5   | Der Kredithai            | 1. Aug. 1972       | Hans Schellbach, Hubert Mittendorf                |
| 6   | Patientin gesucht        | 8. Aug. 1972       | Verena Buss, Else Brückner                        |
| 7   | Besuch im Starclub       | 15. Aug. 1972      | Betty Dorsey, Rainer Basedow                      |
| 8   | Die Überfahrt            | 22. Aug. 1972      | Monika Peitsch, Inge Schmidt                      |
| 9   | Ein klarer Fall          | 12. Sep. 1972      | Hans-Werner Bussinger, Michael Gempart            |
| 10  | Katz und Maus            | 19. Sep. 1972      | Robert Naegele                                    |
| 11  | Galgenfrist              | 26. Sep. 1972      | Hans-Michael Rehberg, Heinz-Leo Fischer           |
| 12  | Madonnen lassen bitten   | 3. Okt. 1972       | Claus Eberth, Valentin Jäger                      |
| 13  | Made in Italy            | 10. Okt. 1972      | Karl Walter Diess, Ingrid Resch                   |
| 14  | Der Doppelgänger         | 17. Okt. 1972      | Peter Fricke, Horst Naumann, Judy Winter          |
| 15  | Treffpunkt Via Mala      | 24. Okt. 1972      | Rotraut Rieger                                    |
| 16  | Diamantenraub            | 31. Okt. 1972      | Gundy Grand, Kurt Klopsch                         |
| 17  | Blondinen für Rio        | 7. Nov. 1972       | Lia Pahl, Horst Sommer                            |
| 18  | Achtung Kurve            | 14. Nov. 1972      | Horst-Werner Loos, Peter Herzog, Wolfgang Zerlett |
| 19  | Der Spezialist           | 21. Nov. 1972      | Alexander Allerson                                |
| 20  | Das Partygirl            | 28. Nov. 1972      | Barbara Valentin                                  |
| 21  | Der Kidnapper            | 5. Dez. 1972       | Otto Bolesch, Ulrike Blome                        |
| 22  | Container gesucht        | 12. Dez. 1972      | Ilse Neubauer, Johannes Grossmann, Traugott Buhre |
| 23  | Der Heckenschütze        | 19. Dez. 1972      | Harry Kalenberg, Nora Minor, Michael Hinz         |
| 24  | Das Sanatorium           | 2. Jan. 1973       | Margot Trooger, Harald Dietl                      |
| 25  | Schottischer Whisky      | 9. Jan. 1973       | Dieter Kirchlechner, Richard Bohne                |
| 26  | Die Hellseherin          | 16. Jan. 1973      | Hilde Ziegler                                     |

## Medien
In der Reihe Straßenfeger veröffentlichte ARD Video die 26-teilige Fernsehserie in restaurierter Fassung als achte Ausgabe im Jahr 2008 auf DVD auf vier Scheiben. Die Box enthält ebenfalls ein letztes 32-minütiges Interview mit dem Hauptdarsteller Dirk Dautzenberg, der am 15. Februar 2009 verstarb. Ein angeblich auf den DVDs befindliches Interview mit dem Filmkomponisten Peter Thomas, so stehend auf den beiden DVD-Klapphüllen,  ist eine Fehlinformation.